# Längnums socken
Längnums socken i Västergötland ingick i Viste härad, ingår sedan 1971 i Grästorps kommun och motsvarar från 2016 Längnums distrikt.
Socknens areal är 7,98 kvadratkilometer varav 7,95 land. År 2000 fanns här 125 invånare. Längnums kyrkplats samt Fridhems kyrka, gemensam för flera socknar, ligger i denna socken.

## Administrativ historik
Socknen har medeltida ursprung.
Den 1 januari 1951 (enligt beslut den 10 februari 1950) överfördes till Längnums socken från Hyringa socken fastigheterna Lekunga Skattegården 1:12-1:15, Hedåker 1:12 och Eneryd 1:4 med 3 invånare och omfattande en areal av 0,13 km², varav allt land.
Vid kommunreformen 1862 övergick socknens ansvar för de kyrkliga frågorna till Längnums församling och för de borgerliga frågorna bildades Längnums landskommun. Landskommunen uppgick 1952 i Grästorps landskommun som 1971 ombildades till Grästorps kommun. Församlingen uppgick 2002 i Fridhems församling.
1 januari 2016 inrättades distriktet Längnum, med samma omfattning som församlingen hade 1999/2000.  
Socknen har tillhört län, fögderier, tingslag och domsagor enligt vad som beskrivs i artikeln Viste härad. De indelta soldaterna tillhörde Västgöta-Dals regemente, Livkompaniet och Västgöta regemente, Barne kompani.

## Geografi
Längnums socken ligger väster om Vara. Socknen är en uppodlad slättbygd med inslag av skog.

## Fornlämningar
Från järnåldern finns ett gravfält.
Enligt jordbok 1565 bestod byn av 6 hela och 1 halvt hemman. Socknen upptog 1 helt skattehemman, 8 hela frälse, samt 1 helt kyrkohemman. 

## Namnet
Namnet skrevs 1386 Langema och kommer från kyrkbyn. Namnet innehåller langer, 'lång' och hem, 'boplats; gård'.